# Serbosiek

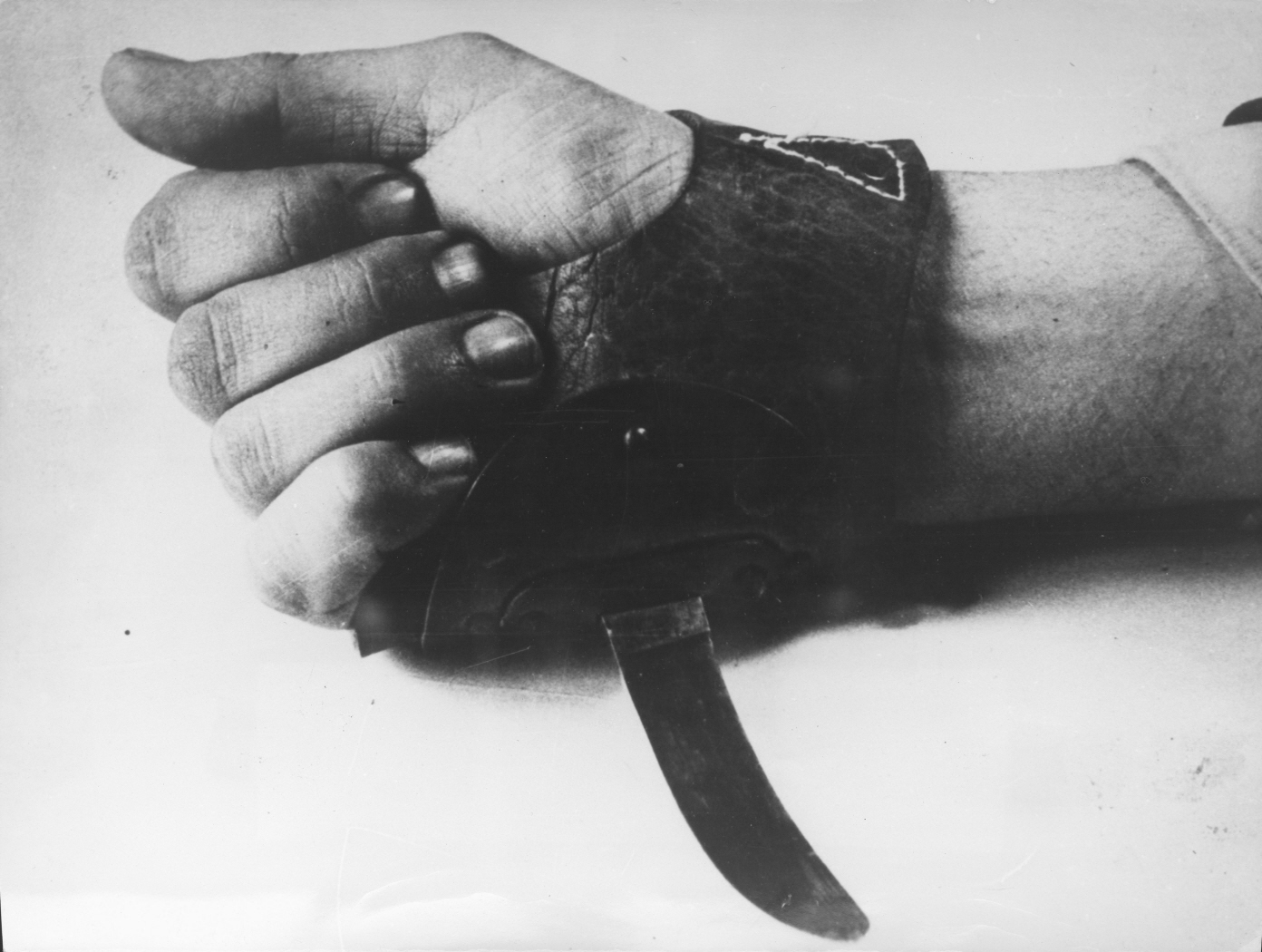
Serbosiek używany w Jasenovcu.

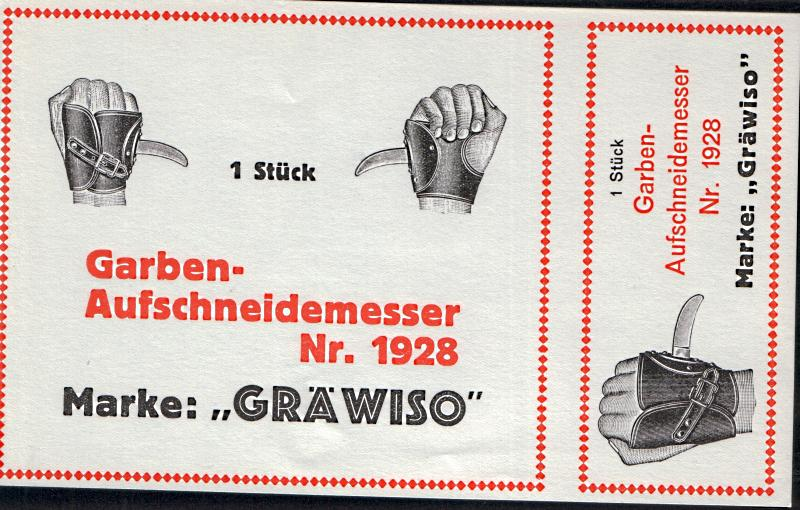
Nóż do snopów marki Gräwiso (Gebrüder Gräfrath, Solingen).

Serbosiek (dosłownie chorw. srbosjek) – „zarzynacz Serbów” – nóż zaprojektowany do celów rolniczych, który swoją obecną nazwę uzyskał wskutek wykorzystywania go do masowych eksterminacji więźniów ustaszowskich obozów koncentracyjnych w czasie II wojny światowej w Niepodległym Państwie Chorwackim.
Serbosiek był połączony z czymś w rodzaju rękawicy. Konstrukcja noża umożliwiała korzystanie z obu rąk przy chwytaniu i wiązaniu lub rozwiązywaniu snopów przed młócką lub wygodne korzystanie z innych narzędzi – np. cepów, grabi – bez konieczności odkładania go, co jest korzystne przy pracach wymagających częstej zmiany narzędzi.
Podczas II wojny światowej serbosiek był produkowany pod marką Gräwiso przez niemiecką fabrykę Gebrüder Gräfrath, mieszczącą się w Solingen, na specjalne zamówienie marionetkowego rządu chorwackiego. Używany był przez chorwackich strażników obozów koncentracyjnych do szybkiego zabijania więźniów, głównie Serbów, a także Żydów, Romów, Bośniaków i Chorwatów (przeciwników politycznych) podczas masowych mordów w obozie koncentracyjnym w Jasenovcu i w innych miejscach.
Zbrodniarz Petar Brzica, chorwacki franciszkanin, członek Krzyżowców, w 1942 jako kat przy użyciu serbosieka poderżnął gardła, współzawodnicząc z innymi ustaszami, według różnych źródeł, od 670 do 1360 nowo przybyłym więźniom do obozu w Jasenovcu w ciągu jednej nocy.